# Фраг
Фраг (англ. frag) — в компьютерных играх (чаще всего 3D-шутерах) очко, начисляемое за уничтожение противника. В основном используется в многопользовательских шутерах, в первую очередь в игровом режиме deathmatch, целью которого является уничтожение как можно большего числа противников. Термин впервые появился в игре Doom. Термин используется во многих других играх, игровых режимах и контекстах. Эта статья описывает самое распространенное применение слова.
Словом «фраг» часто обозначают не только число очков («число фрагов»), но и сам факт уничтожения («фрагнуть» — убить); а также «жертву» («это мой фраг» — «я убил его»).

## Происхождение
Произошёл термин от англоязычного глагола «to frag», означающего «поражать осколками». Старая американская традиция — бросить гранату в нелюбимого офицера; о пострадавших от такого самосуда говорят «was fragged» (попал под осколки). Согласно сюжету игры Doom, главный герой — космодесантник, сражающийся с толпой монстров. В сетевом же режиме противниками являются такие же десантники — видимо, поэтому очки, начисляемые за убийство противников, было решено назвать фрагами.

## Начисление очков
Игрок получает очко за убийство противника. Зачастую игрок может лишиться одного очка, если он погибнет не от действий противника — упадёт с большой высоты, попадёт в ловушку, погибнет от собственного оружия (например, подорвавшись на своей гранате). В некоторых играх ведётся более сложный учёт очков за такую смерть — если действия игрока косвенно ведут к смерти противника (активация ловушки, сталкивание противника с большой высоты), он всё равно получает фраг. Игрок может быть также лишён фрага за убийство товарища по команде. В связи с тем, что победитель в игровом режиме deathmatch определяется в первую очередь числом фрагов, некоторыми игроками зачастую может применяться тактика самоубийства в случае столкновения с превосходящим по запасу здоровья или вооружения противником. Например, игрок может подбежать вплотную к противнику и бросить в него гранату. При этом оба игрока погибнут, но противник не получит очков, а бросивший гранату игрок потеряет одно очко за самоубийство и получит одно очко за убийство противника. В итоге разница по очкам между игроками останется неизменной. В связи с этим в некоторых играх вводится более строгая система «штрафов» — например, в F.E.A.R. за самоубийство игрок лишается трёх очков. В большинстве игр число фрагов может быть отрицательным.
Очки не начисляются за нанесение повреждений, поэтому некоторые игроки могут специально искать места столкновений других противников, чтобы вступить в бой, имея больший запас здоровья. В таком случае раненые игроки погибнут быстрее, нанеся повреждение друг другу, но не сконцентрировав внимание на новом сопернике, а игрок, вступивший в бой позже, получит больше очков. В связи с этим в некоторых играх вводится понятие «assist kill» — если игрок нанёс противнику повреждения, но противник был убит в течение короткого времени после этого другим игроком, первый игрок всё равно получит очко, либо процент от награды в очках (например, серия игр Battlefield, где за одно убийство игрок получает 100 очков, а при assist kill — процент, равный количеству нанесённого противнику урона до убийства его союзником).
В играх, основанных на deathmatch, но имеющих другие основные цели (например, захват флага) суммарный счёт — это взвешенная сумма числа фрагов и очков, полученных за выполнение основных целей.

## Телефраг
Телефрагом называется способ убийства (часто — случайного), когда один игрок телепортируется в точку, в которой находится другой, и таким образом убивает его. В некоторых играх предусмотрена возможность умышленного телефрага (с помощью транслокатора в Unreal Tournament, в модификации Quake III Arena «Instagib Railgun», с помощью телепорта Инженера в Team Fortress 2).

## Спаункилл
От (англ. spawn «порождать» + kill «убийство») — убийство игрока, который только что появился на карте. Обычно такой игрок имеет только базовое вооружение и не успевает оценить ситуацию, поэтому такой вид убийства порицается другими игроками и может быть использовано различное средство защиты от спаункилла. Самым распространённым видом защиты является spawn protection — защита игрока, который только что появился на карте: может быть временной (обычно несколько секунд) или до тех пор, пока игрок не совершит определённое действие (обычно если отойдёт на достаточное расстояние или прыгнет). В свою очередь защищённый игрок зачастую не может атаковать других игроков, чтобы избежать злоупотребления защитой. Существует «обратное» явление убийству только что появившегося игрока — когда только что вышедший из защиты игрок атакует проходящего мимо игрока, который в свою очередь не обратил внимания на «защищённого» (часто неподвижного) игрока.

## Тайпкилл/чаткилл
От англ. typekill «печатать», chatkill «беседовать» — убийство набирающего текст сообщения игрока. Обычно игрок, набирающий сообщение, беспомощен (например, если управление происходит посредством клавиатуры, на время набора сообщения все нажатия клавиш перехватываются консолью) и поэтому такое убийство порицается большинством игроков. Для того, чтобы отличить печатающего от бездействующего, многие шутеры предупреждают остальных игроков (например, над головой печатающего появляется пиктограмма или проигрывается специальная анимация).
Такой вид убийств менее распространён при игре на консолях (когда игроки находятся в одной комнате) или при использовании голосовой связи (когда устройство ввода при разговоре не блокируется).

## Мультифраг/мультикилл
От англ. multifrag, multikill «множественное убийство» — получение дополнительных фрагов за убийства с коротким интервалом времени или за одновременное убийство 2 и более соперников. Обычно требует высокого игрового мастерства. Впервые данный термин появился в игре Unreal Tournament в 1999 году. Мощное оружие в этой игре позволяет убить противника за несколько секунд, но так как игроки перемещаются очень быстро, сделать это трудно. Для мультифрага необходимо убить противника в течение 5 секунд после предыдущего и при этом не умереть самому. Каждый мультифраг сопровождается характерной репликой комментатора: Double Kill, Multi Kill, Ultra Kill, Monster Kill. Также существует специальная цепочка для режима Capture The Flag: Double Kill, Triple Kill, Mega Kill, Ultra Kill, Monster Kill, Ludicrous kill, Holy Shit!
Идея мультифрагов Unreal Tournament перешла не только в её последующие версии, но и в другие игры, причём часто заимствуются оригинальные сообщения комментатора (так, например, поступили в DotA). На сегодняшний день реализовано много вариаций системы мультифрагов, но такого успеха как в Unreal Tournament в 1999 году они не имели.